# ソシゲネス
ソシゲネス（アレキサンドリアのソシゲネス：Sosigenes、紀元前1世紀頃）は、大プリニウスの『博物誌』に記述のある天文学者で、カエサルによるユリウス暦への改暦にエジプトの太陽暦を参考するように提議したとされる天文学者である。
ユリウス暦への改暦に助言したとされる天文学者には他にAcoreusがいる。大プリニウスの『博物誌』にはソシゲネスの水星の軌道についての研究についての記述があり、水星が太陽から22度以上離れないことを知っていたとされる。